# 巫山华溪蟹
巫山华溪蟹（学名：Sinopotamon wushanense）为溪蟹科华溪蟹属的动物。在中国大陆，分布于四川等地，一般栖息于海拔1000米山峡溪流的石下。